# Southern Nevada Supplemental Airport

i7
i11
i13
Der Southern Nevada Supplemental Airport (SNSA), deutsch etwa „Ergänzungsflughafen Süd-Nevada“, früher bekannt als Ivanpah Valley Airport, ist ein neuer Verkehrsflughafen, der vom Clark County Department of Aviation (CCDOA) entwickelt wird und etwa 23 Meilen (37 km) südlich des Hotel-/Casino-Korridors von Las Vegas liegt, entlang der Interstate 15 (I-15) zwischen den Städten Jean und Primm im Clark County, Nevada. Der Flughafen soll langfristige Luftverkehrskapazitäten für die Metropolregion Las Vegas bereitstellen. Das neue Flughafengelände umfasst eine Fläche von 6.000 Acres (25 km²) und zusätzlich 17.000 Acres (69 km²) Land, die als Kompatibilitätspuffer reserviert sind, sodass das neue Flughafengelände eine Fläche von über 23.000 Acres (93 km²) hat.
Der bisherige, flächenbeschränkte Harry Reid International Airport (LAS) wird nach Einschätzungen des Luftfahrtamtes von Clark County bis 2030 seine volle Kapazität von 63 Millionen Passagieren pro Jahr ausschöpfen. In den letzten Jahren verzeichnete er ein starkes Wachstum der Passagierzahlen, da Las Vegas zu einem wichtigen Freizeit-, Konferenz- und Sportzentrum sowie ein wachsendes Geschäftszentrum geworden ist, und war 2022 der sechstgrößte Flughafen der Vereinigten Staaten. Der neue Southern Nevada Supplemental Airport (SNSA) wird der zweite internationale Flughafen sein, der Südnevada bedient.

## Bau
Mit dem Bau des Southern Nevada Supplemental Airport soll bis 2029 begonnen werden. Die Fertigstellung ist für 2037 vorgesehen. Der neue Flughafen wird das größte öffentliche Bauprojekt in der Geschichte von Nevada sein.

## Terminal und Gates
Das Anfangslayout des neuen Flughafens sieht mehrere Terminals mit insgesamt 153 Gates und zwei Start- und Landebahnen vor, RWY 18L-36R: 12.000 Fuß (3658 m) Länge, 150 Fuß (46 m) Breite, und RWY 18R-36L: 15.000 Fuß (4572 m) Länge und 200 Fuß (61 m) Breite. Damit wären sie unter den längsten zivilen Start- und Landebahnen in den Vereinigten Staaten.

Flughafengelände – 93 km²

Auf den Start- und Landebahnen werden die größten und schwersten Flugzeuge der Welt abgefertigt werden können.

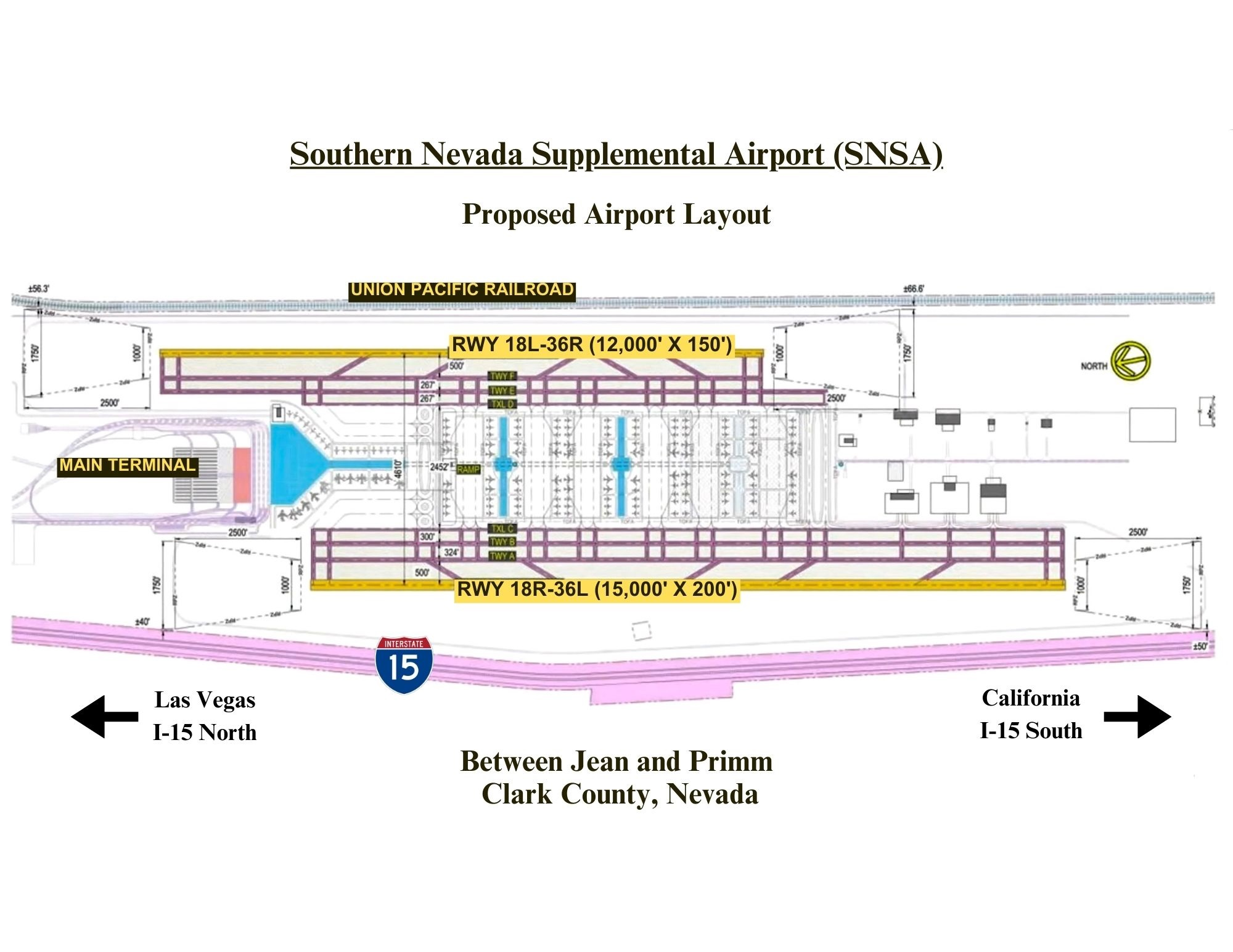
Vorgeschlagener Aufbau des Southern Nevada Supplemental Airport im Clark County

Nach seiner Fertigstellung wird der Southern Nevada Supplemental Airport (SNSA) mit einigen der größten Flughäfen der Vereinigten Staaten, wie dem Dallas/Fort Worth International Airport und dem Denver International Airport, konkurrieren und zu den sieben größten Flughäfen der Vereinigten Staaten nach Landfläche zählen.

## Zugang zum Flughafen
Der Southern Nevada Supplemental Airport (SNSA) wird von Las Vegas aus über die Interstate 15 (I-15) an der Ausfahrt Jean sowie von den Städten Goodsprings und Sandy Valley über die Nevada State Route 161 erreichbar sein.

## Gründung einer neuen Flughafenstadt
Der Gesetzgeber des Bundesstaates Nevada hat am 10. März 2023 einstimmig den Gesetzentwurf SB19 zur Schaffung einer neuen Handelsstadt im Clark County für den Southern Nevada Supplemental Airport (SNSA) angenommen. Ein Name für die neue Stadt muss erst noch ausgewählt werden.

## Geschichte
Das Flughafenprojekt, das zuvor Ivanpah Valley Airport hieß, wurde in Southern Nevada Supplemental Airport (SNSA) umbenannt.
Das Clark County Department of Aviation (CCDOA) entwickelt den neuen Southern Nevada Supplemental Airport auf einem Gelände, das durch einen Kongressbeschluss gemäß dem Ivanpah Valley Airport Public Lands Act von 2000 per Patent an Clark County übertragen wurde.
Clark County ist gemäß einer Bestimmung des Clark County Conservations of Public Land and Natural Resources Act von 2002 berechtigt, weitere 17.000 Acres Land vom Bureau of Land Management (BLM) zu erwerben, um als Kompatibilitätspuffer rund um den neuen Flughafen zu dienen. Die Landnutzung und Zoneneinteilung rund um den neuen Southern Nevada Supplemental Airport wird mit dem normalen Flughafenbetrieb kompatibel sein.